# Forschung und Lehre (Zeitschrift)
Forschung und Lehre (Eigenschreibweise Forschung & Lehre) ist eine deutsche Wissenschaftszeitschrift, die erstmals 1994 erschien. Sie wird vom Deutschen Hochschulverband herausgegeben.
Das Hauptthema der Zeitschrift ist die deutsche und internationale Bildungs- und Wissenschaftspolitik. Hinzu kommen Beiträge über die Rechte und Pflichten von Hochschullehrern sowie die Karriereperspektiven von Wissenschaftlern. In jeder Ausgabe wird außerdem ein monatlich wechselndes Schwerpunktthema behandelt, und es finden sich zumeist auch Beiträge zu aktuellen Forschungsfeldern. Zudem informiert die Zeitschrift über aktuelle Stellenausschreibungen und Berufungen.
Darüber hinaus bietet Forschung und Lehre in Zusammenarbeit mit der Wochenzeitung Die Zeit einen Online-Stellenmarkt für vornehmlich universitäre Stellenausschreibungen in Forschung und Lehre.